# Aglauropsis conanti
Aglauropsis conanti is een hydroïdpoliep uit de familie Olindiasidae. De poliep komt uit het geslacht Aglauropsis. Aglauropsis conanti werd in 1902 voor het eerst wetenschappelijk beschreven door Browne. 